# Campionati mondiali di biathlon 1961
I Campionati mondiali di biathlon 1961, terza edizione della manifestazione, si svolsero a Umeå, in Svezia, e contemplarono esclusivamente gare maschili. Fu assegnato solo il titolo mondiale della 20 km; la staffetta venne disputata a titolo non ufficiale e pertanto non assegnò medaglie.

## Risultati

### 20 km
| Posizione | Atleta              | Nazione          | Tempo |
| --------- | ------------------- | ---------------- | ----- |
| 1         | Kalevi Huuskonen    | Finlandia        | -     |
| 2         | Aleksandr Privalov  | Unione Sovietica | -     |
| 3         | Paavo Repo          | Finlandia        | -     |
| 4         | Valentin Pšenicyn   | Unione Sovietica | -     |
| 5         | Antti Tyrväinen     | Finlandia        | -     |
| 6         | Dmitrij Sokolov     | Unione Sovietica | -     |
| 7         | Magnar Ingebrigstli | Norvegia         | -     |
| 8         | Tage Lundin         | Svezia           | -     |
| 9         | Klas Lestander      | Svezia           | -     |
| 10        | Eino Närvä          | Finlandia        | -     |

### Staffetta 3x7,5 km (non ufficiale)
| Posizione | Nazione          | Atleti                                               | Tempo |
| --------- | ---------------- | ---------------------------------------------------- | ----- |
| 1         | Finlandia        | Kalevi Huuskonen Paavo Repo Antti Tyrväinen          | -     |
| 2         | Unione Sovietica | Aleksandr Privalov Valentin Pšenicyn Dmitrij Sokolov | -     |
| 3         | Svezia           | Klas Lestander Tage Lundin Stig Andersson            | -     |

## Medagliere per nazioni
| Pos | Nazione          | Oro | Argento | Bronzo | Totale |
| --- | ---------------- | --- | ------- | ------ | ------ |
| 1   | Finlandia        | 1   | 0       | 1      | 2      |
| 2   | Unione Sovietica | 0   | 1       | 0      | 1      |